# Rosalia funebris
Rosalia funebris är en skalbaggsart som beskrevs av Victor Ivanovitsch Motschulsky 1845. Rosalia funebris ingår i släktet Rosalia och familjen långhorningar.
Artens utbredningsområde är Alaska. Inga underarter finns listade i Catalogue of Life.